# DDR-Meisterschaft im Straßenrennen der Frauen 1982
Die DDR-Meisterschaft im Straßenrennen 1982 fand am 26. Juni in Holzthaleben statt und wurde als Eintagesrennen ausgetragen.

## Strecke
Das Straßenradrennen führte über einen Rundkurs von 15 Kilometern, der viermal zu absolvieren war. Ausgetragen wurde das Meisterschaftsrennen im westlichen Thüringen. Diese Strecke war 60 Kilometer lang. Die Starterinnen mussten dabei Steigungen der Hainleite absolvieren.

## Rennverlauf
Der Deutsche Radsport-Verband der DDR hatte die BSG Glückauf Sondershausen mit der Organisation der Meisterschaft beauftragt.
Etwas mehr als 30 Radrennfahrerinnen stellten sich dem Starter. Bereits kurz nach dem Start wurde das Hauptfeld durch mehrere Attacken einzelner Fahrerinnen bei hohem Tempo in mehrere Gruppen aufgespalten. In der zweiten Runde hatten sich Silke Bauerdorf und die Titelverteidigerin Heidi Klawitter deutlich abgesetzt. Zum Ende der Runde fuhr Klawitter allein nach vorn und kam als Solistin mit deutlichem Vorsprung ins Ziel. Bauerdorf fiel noch in die Verfolgergruppe zurück, aus der sie den Sprint um den zweiten Platz gewann.

## Ergebnis
|     | Fahrer               | Verein                   | Zeit (h)       |
| --- | -------------------- | ------------------------ | -------------- |
| 01. | Heidi Klawitter      | BSG Einheit Radebeul     | 1:37:41        |
| 02. | Silke Bauerdorf      | Dynamo Bischofswerda     | + 2:23 Minuten |
| 03. | Siegrun Kießling     | HSG Wissenschaft Leipzig | gl. Zeit       |
| 04. | Sabine Zierold       | BSG Einheit Radebeul     | gl. Zeit       |
| 05. | Andrea Fischer       | BSG Einheit Radebeul     | gl. Zeit       |
| 06. | Kerstin Scharschmidt | HSG Wissenschaft Leipzig | gl. Zeit       |
| 0 … |                      |                          |                |

## Weblink
- DDR-Meisterschaft der Frauen im Straßenradsport in der Datenbank von Radsportseiten.com